# EuroBrun ER188
O ER188/ER188B é o modelo da EuroBrun da temporada de 1988 e nove provas na versão B em 1989 da Fórmula 1. Pilotos: Oscar Larrauri, Stefano Modena e Gregor Foitek.

## Resultados[1][2]
(legenda) 
| Ano  | Chassi | Motor                | N° | Pilotos        | 1     | 2     | 3     | 4     | 5     | 6     | 7     | 8     | 9     | 10   | 11    | 12    | 13    | 14   | 15   | 16    | Pontos | Posição  |  |
| ---- | ------ | -------------------- | -- | -------------- | ----- | ----- | ----- | ----- | ----- | ----- | ----- | ----- | ----- | ---- | ----- | ----- | ----- | ---- | ---- | ----- | ------ | -------- |  |
|      |        |                      |    |                |       |       |       |       |       |       |       |       |       |      |       |       |       |      |      |       |        |          |  |
|      |        |                      |    |                | BRA   | SMR   | MON   | MEX   | CAN   | USE   | FRA   | GBR   | GER   | HUN  | BEL   | ITA   | POR   | ESP  | JAP  | AUS   |        |          |  |
| 1988 | ER188  | Ford Cosworth DFZ V8 | 32 | Oscar Larrauri | Ret G | NQ G  | Ret G | 13 G  | Ret G | Ret G | Ret G | NQ G  | 16 G  | NQ G | NPQ G | NPQ G | NPQ G | NQ G | NQ G | Ret G | 0      | NC (17º) |  |
| 1988 | ER188  | Ford Cosworth DFZ V8 | 33 | Stefano Modena | Ret G | NC G  | EX G  | EX G  | 12 G  | Ret G | 14 G  | 12 G  | Ret G | 11 G | NQ G  | NQ G  | NQ G  | 13 G | NQ G | Ret G | 0      | NC (17º) |  |
|      |        |                      |    |                |       |       |       |       |       |       |       |       |       |      |       |       |       |      |      |       |        |          |  |
|      |        |                      |    |                | BRA   | SMR   | MON   | MEX   | USA   | CAN   | FRA   | GBR   | GER   | HUN  | BEL   | ITA   | POR   | ESP  | JAP  | AUS   |        |          |  |
| 1989 | ER188B | Judd CV V8           | 33 | Gregor Foitek  | NQ P  | NPQ P | NPQ P | NPQ P | NPQ P | NPQ P | NPQ P | NPQ P |       |      | NPQ P |       |       |      |      |       | -1     | -        |  |

↑1  Foitek utilizou o ER189 nos GPs: Alemanha e Hungria e Larrauri do GP da Itália até a Austrália. 